# Beograđanka
Beograđanka je neboder u Beogradu, u Srbiji. Visoka je 101 metar.

## Povijest
Zgrada se gradila od 1969. do 1974. Projektirao ju je Branko Pešić. Beograđanka je prvi neboder u užem središtu Beograda, koji se nalazi između Slavije i Terazija. Jedno je od najvećih ostvarenja beogradske arhitekture s kraja 1960-ih godina 20. stoljeća. U to vrijeme bila je to najviša zgrada u Beogradu. Na najvišem katu se nekada nalzio restoran koji je zatvoren 1990-ih godina 20. stoljeća. Tada je lokalna radiotelevizijska stanica Studio B, kupila taj kat za svoje potrebe.

## Danas
U podzemlju zgrade se nalazi velika samoposluga koja je danas u vlasništvu Familije, trgovačkog lanca iz Beograda. Prizemlje i prva 4 kata su bili u vlasništvu poduzeća Robna kuća Beograd, koje je 2007. privatizirano od strane poduzeća Verano. Ostali katovi su uredski i poslovni prostori te su u vlasništvu grada. Tu su i prostorije Studija B, Beogradska otvorena škola itd. Na preostalim katovima se nalaze sjedišta i prdstavništva srpskih i stranih tvrtki. U zgradi je i sjedište IKEA podružnice za Srbiju. Iako se veći dio zaposlenika novina Blica preselio u novu zgradu, ta novinska kuća i dalje ima neke prostorije u Beograđanki.

## Obnova
Grad Beograd planira obnovu zgrade, koja bi obuhvaćala osvježavanje, moderniziranje građevine, čišćenje vanjske fasade, rekonstrukcije unutrašnjosti zgrade te ponovno otvaranje restorana na vrhu Beograđanke. 